# Eduard al IV-lea al Angliei
Eduard al IV-lea (n. 28 aprilie 1442, Rouen, Franța – d. 9 aprilie 1483, Westminster⁠(d), Regatul Angliei) a fost rege al Angliei de la 4 martie 1461 până la 2 octombrie 1470, și, din nou, de la 11 aprilie 1471 până la moartea sa. A fost urmat la tron de fiul său Eduard V și mai apoi de fratele său, Richard al III-lea.

## Domnia
Eduard de York s-a născut pe 28 aprilie 1442, la Rouen în Franța ca al doilea fiu al lui Richard Plantagenet, al 3-lea Duce de York și al Ceciliei Neville. El a fost cel mai mare fiu din cei patru fii care a supraviețuit maturității. Pretinderea dreptului la coroană a Ducelui de York în 1460 a fost escaladarea conflictului cunoscut sub numele de Războiul celor Două Roze. Când tatăl său a fost ucis în Bătălia de la Wakefield, Eduard a moștenit revendicările sale.
Cu sprijinul vărului său, Richard Neville, al 16-lea Conte de Warwick, Eduard a învins pe Lancasteri într-o succesiune de bătălii. Și în timp ce Henric al VI-lea și regina lui, Margareta de Anjou, erau în campanie în nordul Angliei, Warwick a dobândit controlul asupra capitalei și l-a declarat rege pe Eduard la Londra în 1461. Eduard și-a consolidat puterea cu o victorie decisivă în bătălia de la Towton în același an, în cursul căreia armata Lancastrilor a fost practic ștearsă.

## Guvernarea

### Ascensiunea la tron
Eduard de York s-a născut la Rouen în Franța, fiind al doilea copil a lui Richard, Duce de York (care avea o cerere genealogică puternică la tronul Angliei) și a soției sale, Cecily Neville. El a fost cel mai mare dintre cei patru frați ai săi care a supraviețuit până la maturitate. Fratele său mai mic, Edmund de Rutland, a murit împreună cu tatăl său la Wakefield la 30 decembrie 1460.
Cu sprijinul vărului său Richard Neville, al 16-lea conte de Warwick (supranumit și Făcătorul de regi sau Eminența cenușie), tatăl lui Eduard, Duce de York, i-a dirijat pe Lancasteri în prima bătălie de la St. Alban pe 22 mai 1455. În această luptă, au fost uciși mai mulți membrii Lancaster, inclusiv Edmund Duce de Somerser, Henric Percy și Lordul Clifford. În plus, fiul lui Somerset, Henric Beaufort Conte de Devon și Buckingham, au fost răniți grav. Aceasta a fost prima bătălie a conflictului care a devenit cunoscut sub numele de Războiul celor Două Roze.
Afirmația Ducelui de York asupra coroanei în 1460 a fost cheia de escaladare a Războiului celor Două Roze. Când Ducele de York a fost ucis în timpul bătăliei de la Wakefield la 30 decembrie 1460, cererea sa la tronul Angliei a trecut la Eduard.
Eduard și Warwick s-au unit pentru a-i învinge pe Lancasteri într-o succesiune de bătălii: la Northampton pe 7 iulie 1460, la Mortimer Cross pe 2-3 februarie 1461 și la Towton pe 29 martie 1461. În bătălia de la Northampton, forțele Yorkeze l-au capturat pe regele Henric al VI-lea și l-au ținut prizonier.
Cu regele Henric în captivitate, regina sa, Margareta de Anjou, a condus o armată a Lancasterilor în nord, la Midland, pentru a purta revoltele împotriva lor. Între timp, în partea de sud, forțele lui Warwick și Eduard s-au unit și au ocupat Londra pe 26 februarie 1461. Deși Războiul Rozelor avea să continue până la bătălia de la Tewksbury pe 4 mai 1471, controlul capitalei la Londra, cu serviciile de stat și puterea sa financiară și prestigiul simbolic, au dat forțe Yorkiștilor sub Eduard, care reprezenta un avantaj puternic în războiul împotriva Lancasterilor. La data de 17 februarie 1461, forțele Lancasterilor au atacat forțele Yorkiștilor pentru încă o dată la St. Alban. În lupta care a urmat, Henric al VI-lea a fost eliberat din captivitate de către Lancasteri. Cu toate acestea, chiar dacă St. Alban era la 22 de km de Londra, Lancasterii nu au preluat capitala. Astfel, aceștia au pierdut, în ochii poporului, toată legitimitatea rămasă la tronul Angliei.
Între timp, în Londra, Warwick l-a declarat rege pe Eduard, în luna martie 1461. Eduard a întărit pretenția sa la tron prin ștergerea armatei Lancasterilor pe parcursul anului 1461. Înfrângerea Lancasterilor și decimarea armatei în bătălia de la Hexham de pe 15 mai 1464, a scris sfârșitul rezistenței Lancasterilor în fața Yorkiștilor. Regele Henric al VI-lea a scăpat de pe câmpul de luptă și a dispărut în Munții Penini din nordul Angliei. După ce a petrecut un an acolo, Henric a fost prins și închis în Turnul Londrei.
Chiar și la vârsta de 19 ani, Eduard și-a expus priceperea militară remarcabilă. El avea, de asemenea, un fizic remarcabil și era descris ca fiind frumos și binevoitor. Înălțimea sa era estimată la 1,93 m, făcându-l cel mai înalt dintre monarhii englezi și scoțieni.

### Răsturnarea
Contele de Warwick, crezând că el ar putea continua să se pronunțe în Anglia prin Eduard, l-a presat să intre într-o căsătorie și alianță cu o mare putere europeană. Warwick făcuse deja acorduri preliminare cu regele Ludovic al XI-lea al Franței pentru ca Eduard să se căsătorească cu fiica lui, Anne a Franței. Eduard s-a înstrăinat de Warwick după căsătoria sa secretă cu Elisabeta Woodville, văduva unui simpatizant Lancaster, în 1464.
Mama Elisabetei a fost Jacquetta de Luxemburg, văduva unchiului lui Henric al VI-lea, John de Lancaster, Duce de Bedford, însă tatăl ei, Richard Woodville, primul Duce Rivers, a fost un baron nou creat. Cu toate acestea, căsătoria Elisabetei cu Eduard a dus la capturarea căsătoriilor dorite printre cei 12 frați ai ei. Acest nou prestigiu descoperit al familiei Woodville a creat multă gelozie în rândul nobilimii din Anglia, dar nici unul nu era mai înverșunat ca Richard Neville Conte de Warwick, cel mai apropiat consilier a lui Eduard. Deși nu reprezenta o amenințare la propria putere a lui Warwick, acesta a ofensat influența familiei Woodville pe care o avea în Regat. Cu ajutorul fratelui mai mic a lui Eduard, George Duce de Clarence, Warwick a condus o armată împotriva lui Eduard.
Cea mai mare parte din armata regelui (fără Eduard) a fost învinsă în bătălia de la Edgecote Moor pe 26 iulie 1469 iar Eduard a fost ulterior capturat la Olney. Warwick a încercat să se pronunțe în numele lui Eduard, însă nobilimea, dintre care mulți își datorau performanța împăratului, erau reținuți, iar cu ajutorul unei contra-rebeliuni, Warwick a fost nevoit să-l elibereze pe Eduard pe 10 septembrie 1469.
În acest moment, Eduard nu a căutat să-i distrugă pe Warwick și pe George, ci a căutat loc de reconciliere. Cu toate acestea, atunci când a izbucnit un conflict privat în Lincolnshire, între Sir Thomas Burgh din Gainesville și Lordul de Welles, în martie 1470, Warwick și George au ales această ocazie pentru a se răzvrăti împotriva lui Eduard. Revolta împotriva regelui a fost învinsă și Warwick a fost nevoit să fugă în Franța pe 1 mai 1470. Acolo, acesta a făcut o alianță cu fosta regină Lancaster, Margareta de Anjou.
Ludovic al XI-lea, care tocmai se urcase pe tronul Franței după moartea tatălui său, regele Carol al VII-lea, căuta o modalitate pentru a-i crea probleme lui Eduard prin reînvigorarea Lancasterilor la tronul Angliei. Într-un acord între Ludovic al XI-lea, regina Margareta și Warwick, aceștia au fost de acord să-l restabilească pe Henric al VI-lea, în schimbul sprijinului francez pentru o invazie militară în Anglia. Flota de invazie a lui Warwick a pornit spre Anglia pe 9 septembrie 1470. De data aceasta, Eduard a fost nevoit să fugă în Olanda atunci când a aflat că fratele lui Warwick, John Neville, primul marchiz de Montagu, a trecut de partea Lancasterilor, făcând poziția militară a lui Eduard de neconceput.

### Restaurarea

Blazonul regelui Eduard al IV-lea

Henric al VI-lea a fost restaurat pentru scurt timp în 1470, într-un eveniment cunoscut ca Răscumpărarea lui Henric al VI-lea, iar Eduard s-a refugiat în Burgundia, însoțit de fratele său mai mic, Richard, Duce de Gloucester. Conducătorul Burgundiei era cumnatul lui, Carol, Duce de Burgundia și sora Margaretei de York. În ciuda faptului că Ducele de Burgundia a fost inițial dispus să-l ajute pe Eduard, francezii au declarat război în Burgundia. Acest lucru l-a determinat pe Carol să-i acorde ajutorul lui Eduard, iar Burgundia a ridicat o armată pentru a ajuta la câștigarea împărăției pierdute.
Când Eduard s-a întors în Anglia cu forțe relativ mici, el a evitat o capturare. Orașul York și-a deschis porțile numai pentru el, după ce a promis că el a venit pentru a revendica ducatul său, la fel cum făcuse și Henric Bolingbroke cu 70 de ani în urmă. În timp ce a mărșăluit spre sud, el a început să adune sprijin iar George care își dăduse seama că soarta lui ar fi fost mai bună ca frate său să fie rege în locul lui Henric, i s-a alăturat. Eduard a intrat în Londra fără opoziție, unde l-a luat prizonier pe Henric. Eduard și frații săi l-au învins pe Warwick în bătălia de la Barnet, iar odată cu moartea lui Warwick au eliminat rezistența Lancasterilor în bătălia de la Tewkesbury în 1471. Moștenitorul Lancasterilor, Eduard de Westminster, Prințul de Wales, a fost ucis pe câmpul de luptă. Câteva zile mai târziu, în noaptea în care Eduard a reintrat în Londra, Henric a murit. O cronică contemporană a susținut că moartea sa a fost cauzată de „melancolie” dar este suspectat și faptul că Eduard a ordonat uciderea lui, în scopul de a elimina complet opoziția Lancaster.
Cei doi frați mai mici ai lui Eduard, George Duce de Clarence și Richard Duce de Gloucester (mai târziu regele Richard al III-lea al Angliei), s-au căsătorit cu Isabel Neville și Anne Neville. Acestea au fost fiicele lui Warwick și a Annei Beauchamp și urmașele rivale la moștenirea considerabilă a mamei lor care era încă în viață, ceea ce a dus la o dispută între frați. În 1478, George a fost în cele din urmă găsit vinovat de complot împotriva lui Eduard, a fost închis în Turnul Londrei și executat în particular pe 18 februarie 1478: în conformitate cu o tradiție îndelungată, acesta „a fost înecat într-un butoi cu vin de Malmsey”.

### Guvernarea târzie și moartea
Eduard nu s-a mai confruntat cu nici un rebel după restaurarea lui iar linia Lancaster era aproape stinsă, singurul rival rămas fiind Henric Tudor care trăia în exil.
În 1475, Eduard a declarat război Franței, ajungând la Calais în iunie. Cu toate acestea, eșecul aliatului său Carol, Ducele de Burgundia, de a oferi orice asistență militară semnificativă l-a determinat să întrerupă negocierile cu francezii. El a venit cu termenii Tratatului de Oicquigny, care i-au oferit o plată imediată a sumei de 75.000 de coroane și o pensie de 50.000 de coroane. El a oprit o încercare a lui Alexandru Stewart, primul duce de Albany, fratele regelui James al III-lea al Scoției, de a luat tronul scoțian în 1482. Gloucester a condus o invazie a Scoției care a dus la capturarea Edinburghului și a regelui Scoției însuși, dar Albany a renegat acordul lui Edward. Gloucester a decis să se retragă din poziția sa de putere din Edinburgh. Cu toate acestea, Gloucester a recuperat Berwick-upon-Tweed.
Sănătatea lui Eduard a început să se șubrezească, îmbolnăvindu-se din ce în ce mai mult. A căzut bolnav în ziua de Paște în 1483, dar a zăbovit suficient de mult pentru a adăuga unele condiții la testamentul său, cea mai importantă fiind numirea fratelui său, Richard Duce de Gloucester, ca Protector după moartea sa. A murit pe 9 aprilie 1483 și a fost îngropat în Capela St. George de la Castelul Windsor. El a fost urmat de fiul său în vârstă de 12 ani, Eduard al V-lea al Angliei (care nu a fost niciodată încoronat) și apoi de fratele său, Richard.
Nu se știe cauza exactă a morții lui Eduard. Este posibil să se fi îmbolnăvit de pneumonie sau febră tifoidă, însă nici otrava nu se exclude. Unii au atribuit moartea sa în urma unei vieți nesănătoase, atunci când devenise solid și inactiv în anii dinaintea morții sale.

## Căsătoria și copii
Eduard al IV-lea a avut zece copii cu Elisabeta Woodville, șapte dintre ei supraviețuind după moartea sa. Au fost declarați nelegitimi de către Parlament în anul 1483, lăsând cale liberă lui Richard al III-lea pentru a deveni rege. Actul respectiv a fost abrogat de Henric al VII-lea legitimându-i pe cei care fuseseră declarați nelegitmi. De fapt, Henric Tudor nu doar a abrogat actul ci a declarat că este o crimă dacă cineva îl deține sau menționează ceva despre el. Copii lui Eduard au fost:
- Elisabeta de York, regina consortă a lui Henric al VII-lea al Angliei (n.11 februarie 1466 - d.11 februarie 1503)
- Maria de York (11 august 1467 - 23 mai 1482)
- Cecily de York (20 martie 1469 - 24 august 1507); s-a căsătorit cu John Welles, Viconte de Welles
- Eduard al V-lea al Angliei (4 noiembrie 1470 - 1483); l-a urmat pe tatăl său la tronul Angliei. A fost fiul cel mai mare dintre cei doi Prinți din Turn
- Margareta de York (10 aprilie 1472 - 11 decembrie 1472)
- Richard de Shrewsbury, Duce de York (17 august 1473 - 1483); a fost fiul cel mai mic dintre cei doi Prinți din Turn
- Ana de York, Lady Howard (2 noiembrie 1475 - 23 noiembrie 1511); s-a căsătorit cu Thomas Howard, Duce de Norfolk
- George Plantagenet, Duce de Bedford (martie 1477 - martie 1479)
- Caterina de York (14 august 1479 - 15 noiembrie 1527); s-a căsătorit cu William Courtenay, Conte de Devon
- Bridget de York (10 noiembrie 1480 - 1517); a devenit călugăriță

Eduard a avut numeroase amante. Cea mai cunoscută a fost Elisabeta Shore, cunoscută și sub numele de Jane Shore. A avut câțiva copii nelegitimi:
- Cu Elisabeta Lucy (Elisabeta Wayte):
  - Elisabeta Plantagenet (născută în jurul anului 1464), căsătorită cu Thomas Lumley înainte de 1478
  - Artur Plantagenet, Viconte de Lisle (1460/1470 - 3 martie 1542)

- Cu o amantă necunoscută. Speculațiile recente sugerează că ar fi copii lui Lucy sau Waite.
  - Grace Palntagenet. Cunoscută că a participat la funerariile mamei sale vitrege, Elisabeta Woodville, din 1492
  - Maria Plantagenet, căsătorită cu Henric Harman de Ellam, fiul lui Thomas și a Elisabetei Harman
  - O fiică care se crede că a fost prima soție a lui John Tuchet, Baron de Audley

Perkin Warbeck, un impostor care susținea că tronul englez i se cuvine, pretinzând că este fiul lui Eduard, Richard de Shrewsbury, duce la speculații neconfirmate că acesta ar fi putut fi un alt copil nelegitim a lui Eduard.

## Controverse
Au fost ridicate întrebări legate de paternitatea lui Eduard în timpul domniei sale (spre exemplu de către Richard Neville, Conte de Warwick în 1469, și repetate de George cu puțin timp înainte de execuția sa din 1478), și din nou de suporterii lui Richard de Gloucester în timpul scurtei domnii a lui Eduard al V-lea. Aceasta a fost perioada în care legitimitatea era privită ca fiind păcătoasă și era folosită des împotriva figurilor publice de către dușmanii lor. Eduard nu a fost singurul care a fost acuzat de nelegitimitate în secolul al XV-lea: Carol al VII-lea al Franței, Eduard de Westminster (fiul lui Henric al VI-lea al Angliei) și Ioana La Beltranej de Castilia. Astfel, timp de secole, istoricii au privit povestea ca pe o propagandă concepută pentru a-l discredita pe Eduard și pe moștenitorii săi. În ultimii ani, problema a fost luată în considerare serios, cu toate acestea, există dovezi limitate cum că Richard de York nu era tatăl biologic al lui Eduard al IV-lea.
Revendicările s-au bazat în jurul aspectului lui Eduard și a împrejurărilor nașterii sale în străinătate. În timpul vieții sale, s-a constatat că Eduard avea puține asemănări cu tatăl său. Spre deosebire de tatăl său, el avea peste 2 metri înălțime, însă și fratele său George era înalt și echitabil, în timp ce sora lor Margareta atingea 1,80 m înălțime, remarcabil pentru o femeie medievală (invitații de la nunta sa cu Carol de Burgundia au remarcat că mireasa era mai înaltă decât mirele și că a trebuit să se aplece pentru a-și primi sărutul).
Dominic Mancini a susținut că, atunci când mama lui Eduard, Cecily Neville, a aflat despre căsătoria lui Eduard cu Elisabeta Woodville în 1464, s-a înfuriat rău și s-a grăbit să-l declare bastard. Cu toate acestea, acest episod nu este raportat de sursele contemporane, care condamna în schimb perechea pentru că au avut o căsătorie ilegală, inadecvată și în circumstanțe dubioase.
Înainte de succesiunea sa, pe 22 iunie 1483, Richard al III-lea a declarat că Eduard al V-lea a fost nelegitim, iar trei zile mai târziu această problemă a fost acordată de parlament. În Titulus Regius (textul care se crede că a fost o petiție prezentată, cuvânt cu cuvânt, de către Henric Stafford, Duce de Backingam, la adunarea care a avut loc la 25 iunie 1483, pentru a decide cu privire la viitorul monarhiei), Richard al III-lea este descris ca „fiul incontestabil și moștenitor” a lui Richard Plantagenet, al treilea duce de York, și „născut în această țară” - o referire la nașterea fiului său de la Rouen și botezat în circumstanțe care ar fi putut fi contestabile. Nu există nici o confirmare în care Richard să fi avut vreo pretenție cu privire la legitimitatea fratelui său, în timp ce cererea sa a fost bazată pe ilegitimitatea presupusă a copiilor lui Eduard. În conformitate cu Polydore Bergil, ducesa Cecily, „fiind acuzată pe nedrept de adulter, s-a plâns în diverse locuri printre nobili, aducând prejudiciu lui Richard, că el ar fi făcut-o”. În cazul în care ea s-a plâns cu adevărat, aceste petiții ar fi putut avea un anumit efect: acuzațiile au fost retrase și nu au mai fost numite din nou.
Eduard s-a născut pe 28 aprilie 1442. Nu există dovezi contemporane care să se refere la faptul că s-a născut prematur. În consecință, numărând nouă luni de la naștere, ar data concepția sa ca fiind până la sfârșitul lunii iulie 1441. Un documentar din 2004 a analizat arhivele dosarelor din Catedrala Rouen, care au indicat că de la 14 iulie și până pe 20 august 1441, Richard a fost în campanie la Pontoise și a mărșăluit câteva zile în Rouen unde se afla soția sa. 
Chiar dacă Eduard al IV-lea a fost nelegitim, ar fi putut pretinde coroana lui Henric al VI-lea. El a avut cerere la tron prin intermediul mamei sale care a fost nepoata lui Eduard al III-lea, prin John de Gaunt și fiica sa nelegitimă (mama lui Cecily) Joan Beaufort, contesă de Westmorland.